# 道路交叉
道路交叉（英語：road junction），又稱路口，指两条或两条以上道路的交会。
需要注意的是，日文语境下的（簡寫作JCT），既可以泛指包括平面交叉、立体交叉在内的各类交叉口，也可以专指交流道。

## 分类
道路交叉可以包括以下两类：
- 立体交叉，指两条或两条以上道路在不同平面上交会[3][4][1]；
- 平面交叉，指两条或两条以上道路在同一平面上交会[1]。